# Tochilinita
La tochilinita és un mineral de la classe dels sulfurs, que pertany al grup de la valleriïta. Rep el nom en honor de Mitrofan Stepanovich Tochilin (Митрофана Степановича Точилина) (15 de desembre de 1910, Bolshaya Podosinki, actual regió de Bryansk, Imperi Rus - 11 de gener de 1968, Voronezh, URSS), professor de mineralogia de la Universitat de Voronezh.

## Característiques
La tochilinita és un sulfur de fórmula química Fe2+5-6(Mg,Fe2+)₅S₆(OH)10. Va ser aprovada com a espècie vàlida per l'Associació Mineralògica Internacional l'any 1971, sent publicada per primera vegada el mateix any. La seva duresa a l'escala de Mohs es troba entre 1 i 1,5, sent un mineral molt tou.
Segons la classificació de Nickel-Strunz, la tochilinita pertany a «02.FD - Sulfurs d'arsènic amb O, OH, H₂O» juntament amb els següents minerals: quermesita, viaeneïta, erdita, coyoteïta, haapalaïta, val·leriïta, yushkinita, wilhelmramsayita, vyalsovita i bazhenovita.
L'exemplar que va servir per a determinar l'espècie, el que es coneix com a material tipus, es troba conservat a les col·leccions del Museu Mineralògic Fersmann, de l'Acadèmia de Ciències de Rússia, a Moscú (Rússia).

## Formació i jaciments
Va ser descoberta al dipòsit de coure i níquel de Nizhnii Mamon, situat a l'óblast de Vorónej (Rússia). Tot i tractar-se d'una espècie poc habitual ha estat descrita en tots els continents del planeta a excepció de l'Antàrtida.